# ТЕС Кафр-ед-Давар
ТЕС Кафр-ед-Давар (араб. محطة كفر الدوار البخارية) — теплова електростанція на півночі Єгипту, розташована у губернаторстві Бухейра за 20 км від східної околиці Александрії.
Станцію ввели в експлуатацію у 1980 році. Первісно вона була обладнана двома паровими турбінами чеської компанії Skoda потужністю по 110 МВт. Після будівництва ще двох турбін в 1985 та 1986 роках загальна потужність станції досягла 440 МВт.
ТЕС розра розраховувалась на використання природного газу, що первісно надходив від газопереробного заводу Меадія, який обслуговує офшорне родовище Абу-Кір (в подальшому через створену навколо нього газотранспортну мережу стало можливим отримувати ресурс з інших джерел).
Для охолодження використовується вода одного з рукавів дельти Нілу. 